# Amt Lychen
Das Amt Lychen war ein 1992 gebildetes Amt in Brandenburg, in dem sich vier Gemeinden im damaligen Kreis Templin (seit 1993 Landkreis Uckermark, Brandenburg) zu einem Verwaltungsverbund zusammengeschlossen hatten. Amtssitz war in der Stadt Lychen. Das Amt wurde 2001 wieder aufgelöst, die amtsangehörigen Gemeinden wurden in die Stadt Lychen eingegliedert. Es hatte zuletzt (Ende 2000) insgesamt 3966 Einwohnern.

## Geschichte
Der Minister des Innern des Landes Brandenburg erteilte am 6. Oktober 1992 seine Zustimmung zur Bildung des Amtes Lychen. Als Zeitpunkt des Zustandekommens des Amtes wurde der 10. Oktober 1992 festgelegt. Die Zustimmung war zunächst befristet bis zum 10. Oktober 1994. Das Amt hatte seinen Sitz in der Stadt Lychen und bestand aus den Gemeinden:
- Beenz
- Retzow
- Rutenberg und der Stadt
- Lychen.

Alle Gemeinden lagen im damaligen Kreis Templin. Das Amt hatte Ende 1992 4290 Einwohner. Die Befristung der Zustimmung wurde ab dem 12. September 1994 aufgehoben. Zum 31. Dezember 2001 wurden die Gemeinden Beenz, Retzow und Rutenberg nach Lychen eingegliedert und das Amt Lychen aufgelöst.

## Amtsdirektor
Erste und einzige Amtsdirektorin war Frau Eveline Wienhold.

## Belege
1. 1 2  Beitrag zur Statistik Landesbetrieb für Datenverarbeitung und Statistik Historisches Gemeindeverzeichnis des Landes Brandenburg 1875 bis 2005 19.15 Landkreis Uckermark PDF
2. ↑  Bildung des Amtes Lychen. Bekanntmachung des Ministers des Innern vom 6. Oktober 1992. Amtsblatt für Brandenburg - Gemeinsames Ministerialblatt für das Land Brandenburg, 3. Jahrgang, Nummer 82, 26. Oktober 1992, S. 1926.
3. ↑  Aufhebung der Befristung von Ämtern. Bekanntmachung des Ministers des Innern vom 26. August 1992. Amtsblatt für Brandenburg - Gemeinsames Ministerialblatt für das Land Brandenburg, 5. Jahrgang, Nummer 71, 7. Oktober 1994, S. 1446.
4. ↑  Eingliederung der Gemeinden Beenz, Retzow und Rutenberg in die Stadt Lychen. Bekanntmachung des Ministeriums des Innern vom 10. Dezember 2001. Amtsblatt für Brandenburg Gemeinsames Ministerialblatt für das Land Brandenburg, 12. Jahrgang, 2001, Nummer 52, Potsdam, den 27. Dezember 2001, S. 902 PDF